# Cerkiew Najświętszej Bogurodzicy w Matkowie
Cerkiew Najświętszej Bogurodzicy  (także: cerkiew soborowa św. Dymitra, ukr. Церква Собору Пресвятої Богородиці, Церква Собору Святого Димитрія) – trójdzielna, drewniana cerkiew typu bojkowskiego w Matkowie w rejonie turczańskim w obwodzie lwowskim. Pochodzi z 1838 roku, a została ulokowana w północnej części wsi na niewielkim wzniesieniu w dolinie rzeki Stryj.

## Opis i historia
Posiada trzy cebulaste kopuły i przydaszek wsparty na rysiach, pod którym to znajdują się wejścia do dwóch zakrystii, dobudowanych w latach 30. XX wieku. O przebudowie w tym okresie przypomina inskrypcja "1939" wyryta na progu. Unikatowa konstrukcja przypomina chińskie pagody. Jej kubaturę wyznaczają trzy drewniane wieże na bazie kwadratu każda, z czego środkowa wieża jest najszersza i najwyższa. Każda wieża ma po 5 ośmioskrzydłowych daszków, początkowo z dachówki, a obecnie z nierdzewnej blachy.
Wnętrze pokryte jest malowidłami na tekturze z końca XIX wieku, wykonanymi według wcześniejszego wzoru. Wśród wyposażenia z I połowy XIX w. wymienić można zabytkowy ikonostas, sanktuarium główne i boczne oraz ławki.
W 1924 roku na południowy wschód od bryły świątyni mistrz Mychajło Wekłycz wzniósł wolno stojącą dzwonnicę - drewnianą, trzypiętrową, pokrytą dachem z balkonem na II piętrze.
Jeszcze do 1945 roku ze względu na sporą odległość kościoła katolickiego służyła także Polakom wyznania rzymskokatolickiego.
14 czerwca 2010 roku trafił w nią piorun, o czym miejscowe media poinformował Pawło Wasylenko, szef centrum prasowego lwowskiego biura Ministerstwa Sytuacji Nadzwyczajnych. Na szczęście wzniecony pożar szybko udało się opanować. 21 czerwca 2013 cerkiew została wpisana do rejestru światowego dziedzictwa UNESCO, wspólnie z piętnastoma innymi cerkwiami z Polski i Ukrainy. Administratorem obiektu pozostaje ksiądz Wasyl (Wacław) Dryhynycz. Historię obiektu bada i dokumentuje m.in. historyk-krajoznawca Ołeksandr Wołkow.

## Galeria

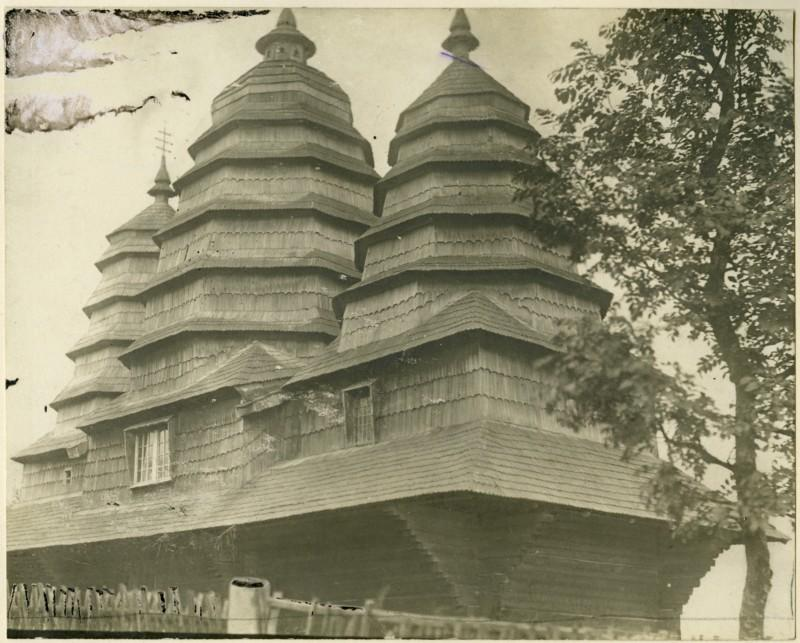
Cerkiew w Matkowie w 1904 roku
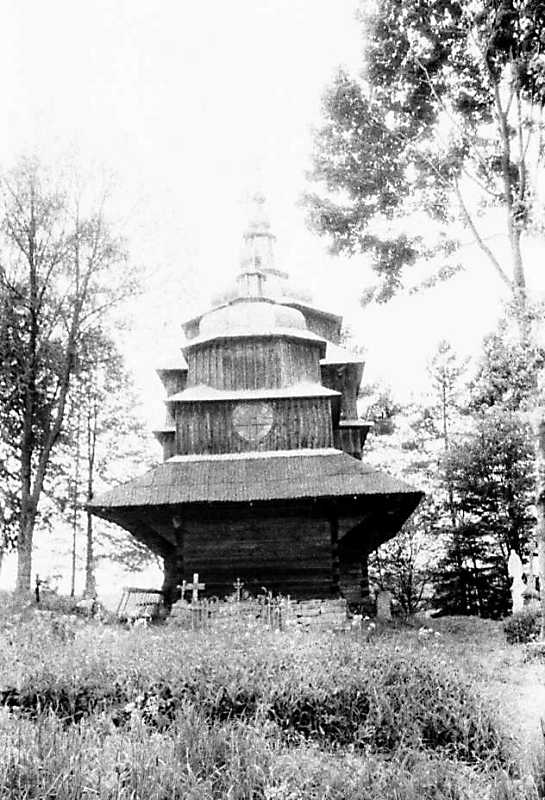
Cerkiew w Matkowie na początku XX w.